# Заріччя (Володимирський район)
Заріччя — село в Україні, у Володимир-Волинській громаді Володимирського району Волинської області. Населення — 1 302 осіб. Кількість дворів (квартир) — 500.

## Географія
Село розташоване на лівому березі річки Луга.

## Історія
У 1906 році село Вербської волості Володимир-Волинського повіту Волинської губернії. Відстань від повітового міста 1 верст, від волості 10. Дворів 60, мешканців 284.
На околиці Заріччя виявлено поховання доби бронзи (II тисячоліття до н. е.), біля с. Новосілок — городище та курганний могильник часів Київської Русі, а поблизу с. Федорівки — два могильники того ж періоду.
У 1925-1939 рр. Заріччя входило до складу міської гміни Володимир.
Старостою села під час нацистської окупації був Юхим Хорунжий, а секретарем - Федір Костюк.
Під час Другої світової війни загинули від рук польських бандитів:
1. Вижва Дмитро Леонтійович, 1924 р.н.
2. Вижва Іван Леонтійович. 1922 р.н.
Десь під осінь 1943 р. поляки з колонії Комарівки, що була поміж Заріччям та Новосілками, напали на село Заріччя. На захист встала самооборона села. Відбувся бій, поляків відігнали, але двоє хлопців у цьому бою загинули. Поховані на кладовищі Володимира.
Рішенням виконкому Волинської обласної ради депутатів трудящих від 5 лютого 1968 року села Лобачин і Заріччя Зарічанської сільради об'єднано в одне село Заріччя. Також до Заріччя приєднано села Білі Береги, Залужжя, фільварок Заріччя, Довга Лоза та Комарувка.
До 26 червня 2017 року — адміністративний центр Зарічанської сільської ради Володимир-Волинського району Волинської області.

## Пам'ятки
Пам’ятний знак на честь секретаря сільської ради Антона Стемпковського (убитий, за офіційною версією, вояками УПА), встановлено у 1987 р., рішенням виконкому Волинської області № 103-р від 25.04.1988 визначено пам'яткою місцевого значення.

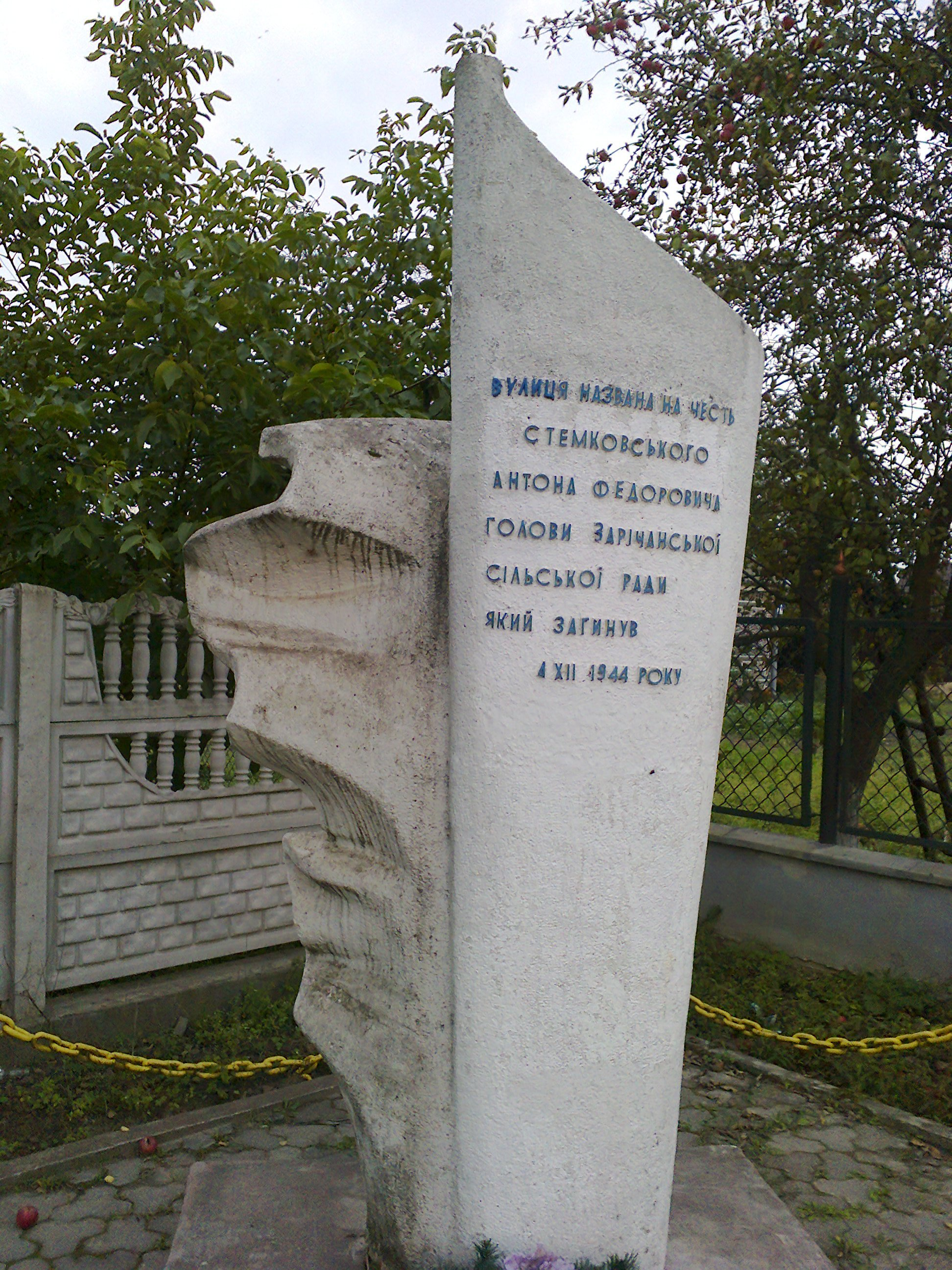
Пам’ятний знак на честь Антона Стемковського, голови Зарічанської сільської ради у липні-грудні 1944 р.

## Населення
Згідно з переписом УРСР 1989 року чисельність наявного населення села становила 1489 осіб, з яких 709 чоловіків та 780 жінок.
За переписом населення України 2001 року в селі мешкало 1566 осіб.

### Мова
Розподіл населення за рідною мовою за даними перепису 2001 року:
| Мова       | Відсоток |
| ---------- | -------- |
| українська | 97,74 %  |
| російська  | 1,89 %   |
| білоруська | 0,19 %   |
| молдовська | 0,06 %   |
| польська   | 0,06 %   |
| румунська  | 0,06 %   |

## Особистості
В селі народилися:
- Вижва Сергій Андрійович — учений-геофізик;
- Рокицький Микола Андрійович — маляр-монументаліст.
- Бондарук Микола Петрович (1991-2014) — солдат, навідник 3-го батальйону 51-ї окремої механізованої бригади Сухопутних військ ЗС України; загинув під час проведення антитерористичної операції на сході України.
- Давидюк Олександр Олександрович (1984—2014) — солдат 51-ї окремої механізованої бригади, загинув під час проведення антитеростичної операції на сході України.